# Dream
Dream, właśc. Clay (ur. 12 sierpnia 1999) – amerykański Youtuber, streamer, piosenkarz znany przede wszystkim z tworzenia treści Minecraft.
Dream jest aktywny w internecie od 2014 roku, ale nie zyskał znaczącej popularności aż do 2019 roku, kiedy to ukazała się jego seria na YouTube „Minecraft Manhunt”. Dream zyskał również rozgłos dzięki swoim speedrunom w Minecraft, jednak kilka jego rekordów zostało niezaliczonych z powodu zarzutów o oszustwo.
20 lutego 2023 roku jego kanał na YouTube o nazwie „Dream” miał ponad 31 milionów subskrybentów i ponad 2,86 miliarda wyświetleń, a jego dwa kanały na Twitchu zyskały łącznie ponad 7,01 miliona obserwujących i 19,01 miliona wyświetleń.
Dream po raz pierwszy ujawnił swoją twarz 2 października 2022 roku, po ośmiu latach ukrywania się w swoich filmach.

## Kariera

### Youtube
Dream założył swoje konto YouTube 8 lutego 2014 roku i zaczął regularnie przesyłać treści w lipcu 2019 roku. Najstarszy film na koncie Dreama, który jest nadal dostępny, przedstawia go, który celowo źle gra w grę Minecraft, aby zwiększyć liczbę widzów. Od grudnia 2022 roku film zgromadził 18 milionów wyświetleń.
Dream jest członkiem „Dream Team” wraz z innymi YouTuberami Sapnap i GeorgeNotFound. Grupa często współpracuje przy tworzeniu nowych treści. Dream miał również przyjacielską rywalizację z innym Minecraftowym YouTuberem Technoblade przed jego śmiercią.

### Minecraft Manhunt
Najpopularniejszą serią Dreama na YouTube jest „Minecraft Manhunt”, w którym jeden gracz którym najczęściej jest Dream próbuje przejść grę Minecraft bez śmierci, podczas gdy inny gracz lub zespół graczy „łowcy” próbuje zabić osobę przechodzącą grę.
Pierwszy film z serii, zatytułowany „Beating Minecraft But My Friend Tries to Stop Me”, został opublikowany 26 grudnia 2019 roku. Ostatni odcinek z serii został opublikowany 26 lutego 2022 roku.

### Dream SMP
W kwietniu 2020 roku, Dream i GeorgeNotFound stworzyli „Dream SMP”, prywatny serwer Minecraft do trybu Survival Multiplayer (SMP).

### Minecraft Championship
Przez cały rok 2020 Dream był uczestnikiem „Minecraft Championship”, comiesięcznych zawodów Minecraft organizowanych przez Noxcrew. Wygrał jako pierwszy zarówno w 8, jak i 11. Mistrzostwach Minecrafta. We wrześniu 2020 roku, podczas 10. Mistrzostw Minecrafta, grał charytatywnie i zebrał około 3400 dolarów.

### Muzyka
4 lutego 2021 Dream wydał swoją pierwszą piosenkę, zatytułowaną „Roadtrip”, we współpracy z PmBata, która zgromadziła ponad 25 milionów wyświetleń na YouTube. 20 maja 2021 roku Dream wydał swoją drugą piosenkę, zatytułowaną „Maska”, która zgromadziła ponad 24,7 miliona wyświetleń na YouTube. Animowany teledysk do piosenki „Maska” został wydany w czerwcu tego samego roku, ale później został usunięty. 19 sierpnia 2021 roku Dream wydał swój trzeci utwór, zatytułowany „Change My Clothes”, razem z piosenkarzem Alec Benjamin który zgromadził ponad 8,3 miliona wyświetleń na YouTube.

### Dream Burger
26 kwietnia 2021 roku, we współpracy z Dreamem, sieć restauracji szybkiej obsługi YouTubera MrBeast, MrBeast Burger, wypuściła hamburger nazwany Dream Burger do swojego menu.

## Życie prywatne
Dream, urodził się pod imieniem Clay 12 sierpnia 1999 roku, a od 2022 roku mieszka w Orlando na Florydzie.

## Dyskografia

### Single
| Rok  | Tytuł                                     |
| ---- | ----------------------------------------- |
| 2021 | „Roadtrip” (oraz: PmBata)                 |
| 2021 | „Maska”                                   |
| 2021 | „Change My Clothes” (oraz: Alec Benjamin) |